# GTST Classics
GTST Classics is een Nederlands televisieprogramma dat werd uitgezonden door RTL 4. Het programma verving Goede tijden, slechte tijden tijdens de zomerstop van 2018. In het programma werd elke werkdag een bijzondere aflevering van Goede tijden, slechte tijden uitgezonden.
Op Videoland waren de afleveringen van het programma terug te zien onder de naam Het beste van GTST Classics. Het programma had een andere naam omdat de oude seizoenen van Goede tijden, slechte tijden ook te zien is onder de naam GTST Classics. Hiermee wilden ze verwarring voorkomen.

## Format
Voor de zomerstop van 2018 kwamen de makers van de soap Goede tijden, slechte tijden op het idee om tijdens de zomerstop met dit nieuwe format te komen. In het programma wordt elke werkdag een zo geheten 'GTST Classic' uitgezonden, dit zijn memorabele afleveringen die de hoogtepunten en dieptepunten van de soap weergeven. Elke aflevering wordt door een tweetal (oud-) acteurs van Goede tijden, slechte tijden, die in deze bewuste aflevering te zien zijn, ingeleid.

## Afleveringen
Hieronder is een overzicht met de afleveringen, de datum van uitzenden en een overzicht door welke (oud-) acteurs de aflevering wordt ingeleid en welke rol deze (oud-) acteurs in de soap hebben gespeeld en als laatste een korte samenvatting over de aflevering met het jaartal waarin hij uitgezonden werd.
| afl. | uitgezonden      | ingeleid door                                                                          | samenvatting                                                                                          | originele afl. |
| ---- | ---------------- | -------------------------------------------------------------------------------------- | --- | -------------- |
| 1    | 9 juli 2018      | Jette van der Meij (Laura Selmhorst) Babette van Veen (Linda Dekker)                   | De aller eerste aflevering van GTST uit 1990.                                                         | 1              |
| 2    | 10 juli 2018     | Ferri Somogyi (Rik de Jong) Charlotte Besijn (Barbara Fischer)                         | Trouwerij van Govert Harmsen en Hennie Bolmans uit 2002.                                              | 2254           |
| 3    | 11 juli 2018     | Caroline De Bruijn (Janine Elschot) Marly van der Velden (Nina Sanders)                | De geboorte van Nina Sanders uit 1997.                                                                | 1386           |
| 4    | 12 juli 2018     | Ferry Doedens (Lucas Sanders) Joep Sertons (Anton Bouwhuis)                            | Ensemble aflevering wat allemaal vragen oplevert uit 2015.                                            | 5185           |
| 5    | 13 juli 2018     | Koert-Jan de Bruijn (Dennis Alberts) Everon Jackson Hooi (Bing Mauricius)              | Trouwerij van Jef Alberts en Dorothea Grantsaan uit 2006.                                             | 3208           |
| 6    | 16 juli 2018     | Caroline De Bruijn (Janine Elschot) Erik de Vogel (Ludo Sanders)                       | Fatale ruzie tussen Janine Elschot en Meike Griffioen uit 2002.                                       | 2265           |
| 7    | 17 juli 2018     | Jette van der Meij (Laura Selmhorst) Wilbert Gieske (Robert Alberts)                   | Laura duwt Robert door de spiegel uit 1994.                                                           | 720            |
| 8    | 18 juli 2018     | Babette van Veen (Linda Dekker) Joep Sertons (Anton Bouwhuis)                          | Dubbele bruiloft van moeder en dochter Linda Dekker en Sam Dekker uit 2017.                           | 5500           |
| 9    | 19 juli 2018     | Ruud Feltkamp (Noud Alberts) Ferry Doedens (Lucas Sanders)                             | 4000e aflevering in een oud sanatorium waar de vriendengroep van Noud in gevaar komt uit 2010. Deel 1 | 4000           |
| 10   | 20 juli 2018     | Ruud Feltkamp (Noud Alberts) Ferry Doedens (Lucas Sanders)                             | 4000e aflevering in een oud sanatorium waar de vriendengroep van Noud in gevaar komt uit 2010. Deel 2 | 4000           |
| 11   | 23 juli 2018     | Babette van Veen (Linda Dekker) Tim Immers (Mark de Moor)                              | Mark de Moor en Marieke de Moor gaan naar Italië immigreren uit 1995.                                 | 945            |
| 12   | 24 juli 2018     | Koert-Jan de Bruijn (Dennis Alberts) Ruud Feltkamp (Noud Alberts)                      | Noud is weggelopen en werkt op Curaçao. Dennis en Florien zoeken hem op uit 2007.                     | 3349           |
| 13   | 25 juli 2018     | Jette van der Meij (Laura Selmhorst) Erik de Vogel (Ludo Sanders)                      | Kroeg De Koning bestaat twintig jaar uit 2010.                                                        | 4105           |
| 14   | 26 juli 2018     | Everon Jackson Hooi (Bing Mauricius) Marly van der Velden (Nina Sanders)               | Nina trouwt met Bing. Noud wil het voorkomen, maar is te laat uit 2016.                               | 5404           |
| 15   | 27 juli 2018     | Bartho Braat (Jef Alberts) Hilde de Mildt (Sylvia Merx)                                | Jef en Kim nemen afscheid van Sylvia uit 1997.                                                        | 1262           |
| 16   | 30 juli 2018     | Ferry Doedens (Lucas Sanders) Dave Mantel (Menno Kuiper)                               | Het huwelijk van Lucas en Menno, eerste homo-huwelijk uit 2014.                                       | 4850           |
| 17   | 31 juli 2018     | Everon Jackson Hooi (Bing Mauricius) Marly van der Velden (Nina Sanders)               | Nina komt op haar 21e verjaardag in een levensgevaarlijke situatie terecht uit 2009.                  | 3820           |
| 18   | 1 augustus 2018  | Barbara Sloesen (Anna Brandt) Jakob Nieuwenhuijsen (Zeger Philip van Zuylen-de Larrey) | Het sprookje van Wiet in Ierland eindigt in een nachtmerrie uit 2015. Deel 1                          | 5209           |
| 19   | 2 augustus 2018  | Barbara Sloesen (Anna Brandt) Jakob Nieuwenhuijsen (Zeger Philip van Zuylen-de Larrey) | Het sprookje van Wiet in Ierland eindigt in een nachtmerrie uit 2015. Deel 2                          | 5209           |
| 20   | 3 augustus 2018  | Ferry Doedens (Lucas Sanders) Joep Sertons (Anton Bouwhuis)                            | Na een ongemakkelijk etentje slaat Anton Lucas in elkaar uit 2011.                                    | 4225           |
| 21   | 6 augustus 2018  | Marly van der Velden (Nina Sanders) Gaby Blaaser (Sacha Kramer)                        | De trip van Nina, Bing, Noud en Sacha in Thailand uit 2016.                                           | 5389           |
| 22   | 7 augustus 2018  | Mark van Eeuwen (Jack van Houten) Ferry Doedens (Lucas Sanders)                        | Jack achtervolgt Lorena in Suriname. Dansatoria wordt op grootse wijze geopend uit 2011.              | 4180           |
| 23   | 8 augustus 2018  | Caroline De Bruijn (Janine Elschot/Sophia Eijsink) Erik de Vogel (Ludo Sanders)        | Janine is onaangenaam verrast als ze Sophia in de armen van Ludo aantreft uit 2002.                   | 2290           |
| 24   | 9 augustus 2018  | Ferri Somogyi (Rik de Jong) Brûni Heinke (Helen Helmink)                               | Rik en Anita gaan trouwen uit 1996.                                                                   | 1146           |
| 25   | 10 augustus 2018 | Joep Sertons (Anton Bouwhuis) Guido Spek (Sjoerd Bouwhuis)                             | Anton wil zich graag verzoenen met Sjoerd tijdens een safari in Zuid-Afrika uit 2012.                 | 4584           |
| 26   | 13 augustus 2018 | Ferri Somogyi (Rik de Jong) Amber Brantjes (Rikki de Jong)                             | Het overlijden van Anita brengt veel families samen uit 2009.                                         | 3760           |
| 27   | 14 augustus 2018 | Ferri Somogyi (Rik de Jong) Dilan Yurdakul (Aysen Baydar)                              | Bij het maken van een parachutesprong gaat het gruwelijk mis uit 2013.                                | 4745           |
| 28   | 15 augustus 2018 | Charlotte Besijn (Barbara Fischer) Elle van Rijn (Valerie Fischer)                     | Er ontstaat een levensgevaarlijk dilemma bij een middagje abseilen uit 2005. Deel 1                   | 3000           |
| 29   | 16 augustus 2018 | Charlotte Besijn (Barbara Fischer) Elle van Rijn (Valerie Fischer)                     | Er ontstaat een levensgevaarlijk dilemma bij een middagje abseilen uit 2005. Deel 2                   | 3000           |
| 30   | 17 augustus 2018 | Inge Ipenburg (Martine Hafkamp) Casper van Bohemen (Frits van Houten)                  | De confrontatie tussen Martine en Helen in de gevangenis uit 1994.                                    | 785            |
| 31   | 20 augustus 2018 | Babette van Veen (Linda Dekker) Rick Engelkes (Simon Dekker)                           | Het huwelijk tussen Simon en Annette uit 1991.                                                        | 246            |
| 32   | 21 augustus 2018 | Marly van der Velden (Nina Sanders) Ferry Doedens (Lucas Sanders)                      | De vakantie van Nina en Vincent in Israël loopt verkeerd af uit 2014.                                 | 5000           |
| 33   | 22 augustus 2018 | Casper van Bohemen (Frits van Houten) Chris Jolles (Dian Alberts)                      | De moord op Frits van Houten uit 1995.                                                                | 1000           |
| 34   | 23 augustus 2018 | Erik de Vogel (Ludo Sanders)                                                           | Bowien aan de klif in Finland uit 2000.                                                               | 1935           |
| 35   | 24 augustus 2018 | Alkan Çöklü (Amir Nazar) Melissa Drost (Sjors Langeveld)                               | De brand in Boks uit 2017.                                                                            | 5625           |

## Waardering
Het programma werd in het begin relatief gezien goed ontvangen bij de kijkers, naar de eerste aflevering keken 591.000 kijkers wat voor een programma tijdens de zomermaanden een goede basis is. Dit aantal kijkers daalde per aflevering verder naar beneden. Een week na de eerste uitzending keken er nog maar liefst 296.000 kijkers en daarna viel het programma regelmatig buiten de kijkcijfer-top 25 maar kreeg het ook weer pieken richting de 434.000 kijkers.